# The Midsummer Station
| 전문가 평가         | 전문가 평가 |
| 총 점수             | 총 점수     |
| 출처                | 점수        |
| ------------------- | ----------- |
| 메타크리틱          | 52/100      |
| 평가 점수           |             |
| 출처                | 점수        |
| AllMusic            | [ 3 ]       |
| Alternative Press   | [ 2 ]       |
| American Songwriter | [ 4 ]       |
| The A.V. Club       | B           |
| BBC Music           | favourable  |
| Jesus Freak Hideout | [ 7 ]       |
| Newsday             | A−          |
| Rolling Stone       | [ 9 ]       |
| Spin                | [ 10 ]      |
| USA Today           | [ 11 ]      |

《The Midsummer Station》은 2012년 8월 17일, 유니버설 리퍼블릭 레코드에 의해 발매된 미국의 일렉트로니카 프로젝트 아울 시티의 네 번째 스튜디오 음반이다. 그 음반은 빌보드 200에서 첫 주에 30,000장이 팔리며 7위로 데뷔했다. 그 음반의 지원으로, 아울 시티는 Midsummer Station World Tour에 나섰다.

## 커버 아트
이 커버 아트는 게디미나스 프란케비치우스가 2009년에 만들었다. 프란케비치우스의 예술작품은 모두 강제적이고 도시적인 방식으로 공존하는, 인간이 만든 구조물과 동식물을 결합함으로써 종종 인간과 자연 사이의 투쟁을 탐구한다. 시간이 흐르면서, 일에는 여러 개의 병치가 있다. 표면 아래에는 수직의 나무 판자촌이 있는데, 매우 큰 물고기가 수영하는 수직의 호수 옆에 깔끔하게 거주하고 있다. 판자촌은 조명을 받고, 상세하고, 투명하다. 대조적으로, 물은 어둡고 흐리다. 붐비는 판자촌 위에는 고요한 초원 위에 있는 외톨이 나무와 호수 위에 있는 보트에 탄 외톨이 남자가 있다. 판자촌을 둘러싼 모든 것은 단순하고 평화롭다. 그 판자촌은, 보기에 좋지만, 혼란스럽고 포화 상태이다. 인간의 정착지가 수면 위로 확장되거나 물을 침범하는 것은 시간 문제이다.
2012년 2월부터 3월까지 영은 텀블러를 검색하던 중 이 작품을 발견하고 매니저에게 이메일을 보내 원작자를 추적하는 것을 도왔다. 작품의 사용에 대한 짧은 논의 후, 프란케비치우스는 영이 음반의 앞면 커버에 이 작품을 사용할 수 있도록 허락했다.

## 곡 목록
| #   | 제목                                | 작사·작곡                                | 재생 시간 |
| --- | ----------------------------------- | ---------------------------------------- | --------- |
| 1.  | 〈Dreams and Disasters〉            | 애덤 영, 에밀리 라이트, 네이트 캄파니    | 3:45      |
| 2.  | 〈Shooting Star〉                   | 영, 스타게이트, 맷 티센, 다니엘 오멜리오 | 4:07      |
| 3.  | 〈Gold〉                            | 조시 크로스비, 캄파니, 라이트            | 3:56      |
| 4.  | 〈Dementia (Feat. 마크 호퍼스)〉    | 영                                       | 3:31      |
| 5.  | 〈I'm Coming After You〉            | 영, 티센, 브라이언 리                    | 3:30      |
| 6.  | 〈Speed of Love〉                   | 영, 티센, 샘 홀랜더                      | 3:28      |
| 7.  | 〈Good Time (with 칼리 레이 젭슨)〉 | 영, 티센, 리                             | 3:26      |
| 8.  | 〈Embers〉                          | 영, 라이트, 캄파니                       | 3:45      |
| 9.  | 〈Silhouette〉                      | 영                                       | 4:12      |
| 10. | 〈Metropolis〉                      | 영, 티센                                 | 3:39      |
| 11. | 〈Take It All Away〉                | 영, 쿨 코자크, 라이트, 캄파니            | 3:31      |